# 주심포

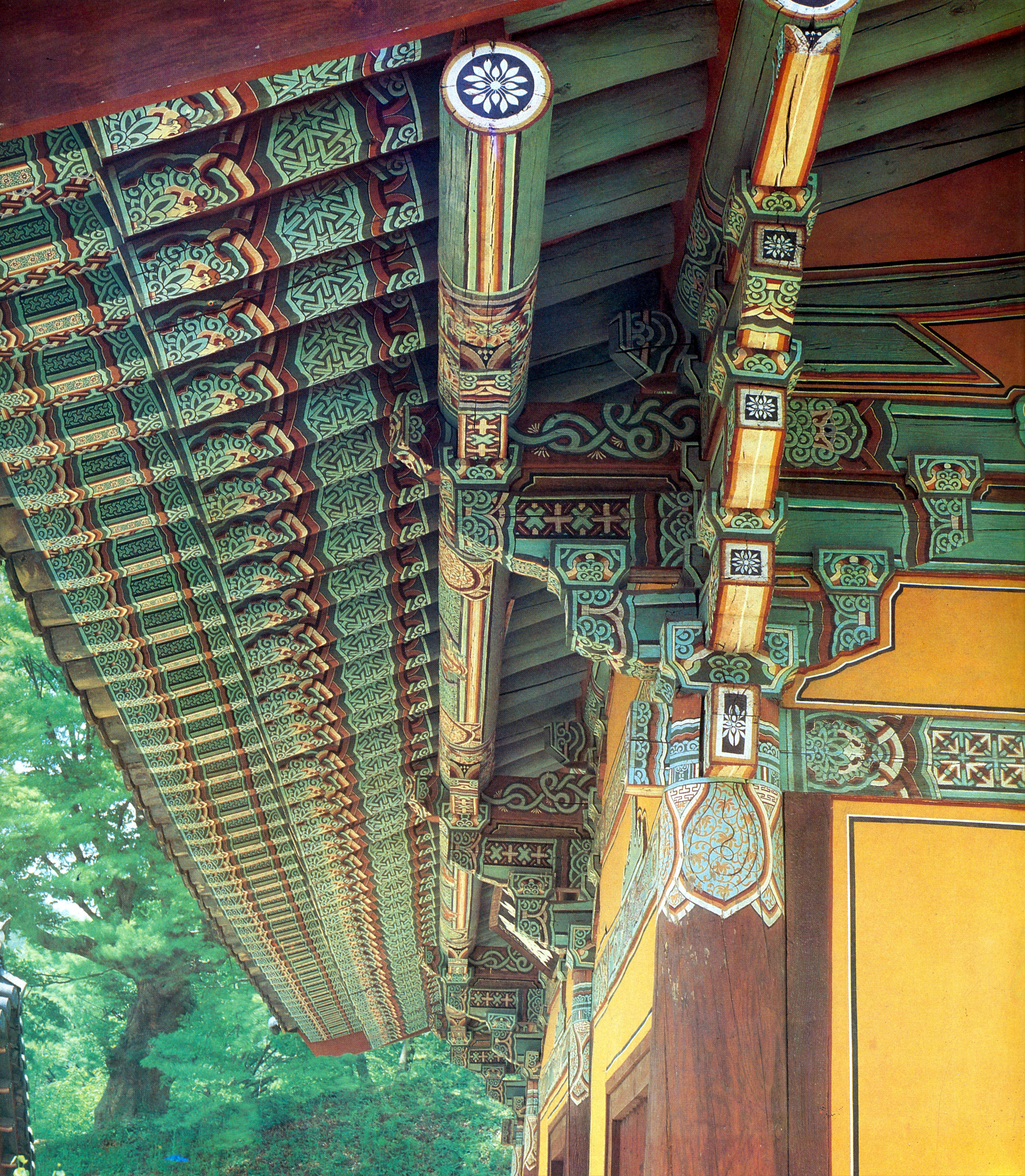
봉정사 극락전

주심포(柱心包)는 주두·소로·첨차·살미 및 기타 구조 부재의 조합인 공포(栱包)를 기둥 위에만 설치한 공포의 한 유형을 말한다.

## 특징
부산의 운수사 대웅전은 기단 모서리에 세워지는 기둥 하부에 기둥 높이의 절반 정도까지 원형 돌기둥을 세워 목재 기둥을 받치도록 하였다.
주두와 소로는 굽 부분을 원호 모양으로 오목하게 가공하며, 굽 아래에 볼록하게 살짝 튀어나온 굽받침을 둔다. 첨차와 살미의 경우, 좌우 끝단을 매우 화려하게 꾸미는데, 이 끝단은 연꽃 봉오리 모양으로 조각하였다 해서 연화두형(蓮花頭形)이라 부른다.
주심포 건축의 첨차와 다포 건축의 첨차는 조각에서 큰 차이를 보이는데, 주심포 건축은 다포 건축에 비해 사용하는 첨차의 숫자가 현저하게 적으므로 개별 첨차들을 모두 화려하게 조각하나, 반면 다포 건축은 그렇지 않다.

## 역사
고려후기의 전통건축인 주심포 건축은 다양한 결구 형태를 보여 왔으나 16세기 경부터 일정한 형식으로 통일되기 시작하였다.

## 사례
내륙지방보다 태풍이 잦고 비가 많은 부산 지역에 주심포 방식이 많이 적용되었다. 1647년 공사를 시작하여 1655년 완공된 운수사 대웅전은 주심포계 맞배지붕 건물이다.

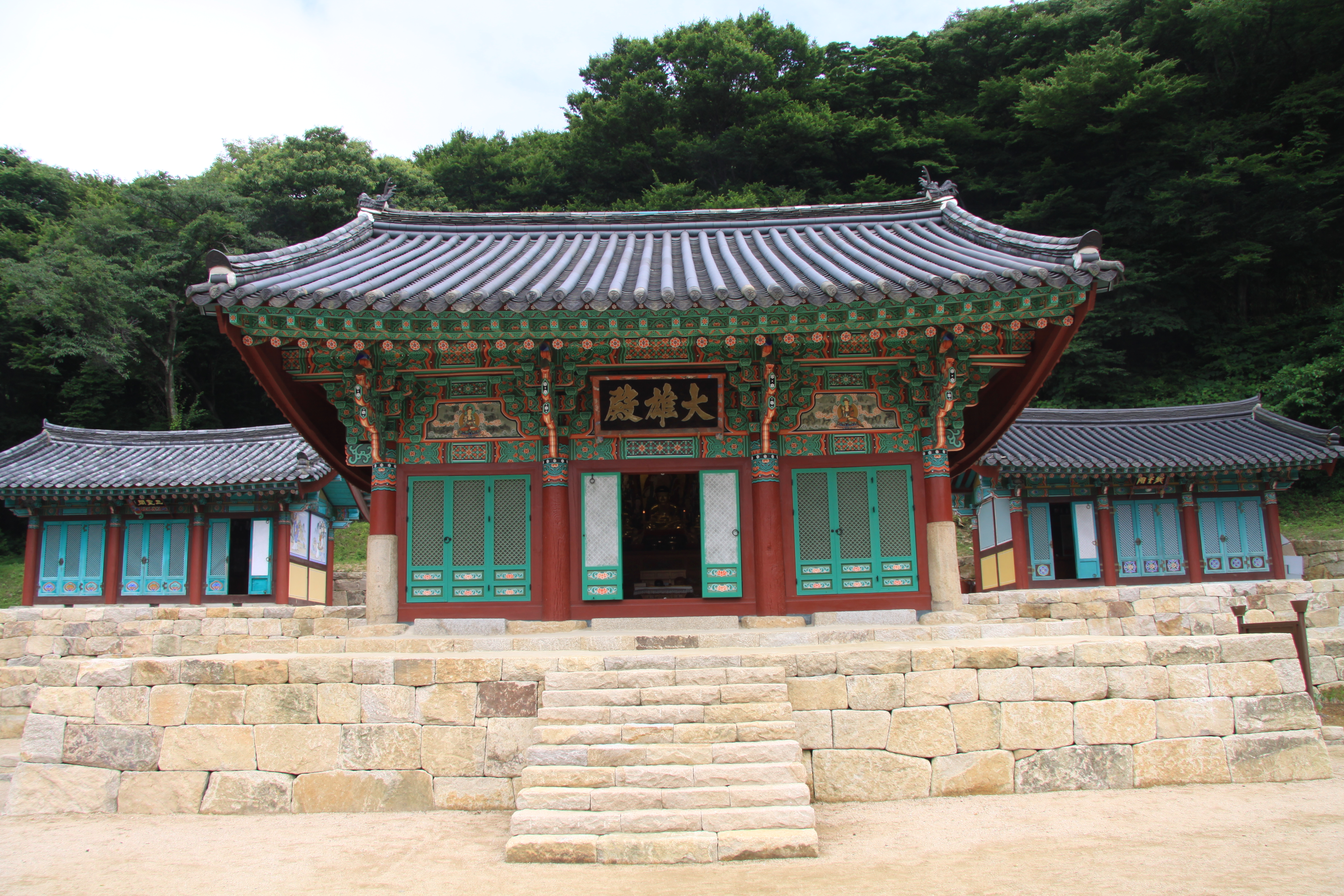
운수사 대웅전